# Kadavigere, Sira
Kadavigere là một làng thuộc tehsil Sira, huyện Tumkur, bang Karnataka, Ấn Độ.